# Khoutir-Mykhaïlivskyï
Pour les articles homonymes, voir Droujba.
Khoutir-Mykhaïlivskyï (ukrainien : Хутір-Михайлівський), de 1962 à 2024 — Droujba (en ukrainien et en russe : Дружба, ce qui signifie « Amitié » en français) est une ville de l'oblast de Soumy, en Ukraine. Sa population s'élevait à 2 500 habitants en 2024.

## Géographie
Droujba est située à 138 km au nord-ouest de Soumy.

## Histoire
Fondée au début du XIXe siècle, la localité s'est appelée Khoutir-Mykhaïlivskyï (en ukrainien : Хутір-Михайлівський) ou Khoutor-Mikhaïlovski (en russe : Хутор-Михайловский) jusqu'en 1962. Elle a alors accédé au statut de ville et reçu son nom actuel, qui signifie « amitié ». Droujba est un carrefour ferroviaire majeur tout près de la frontière russe.

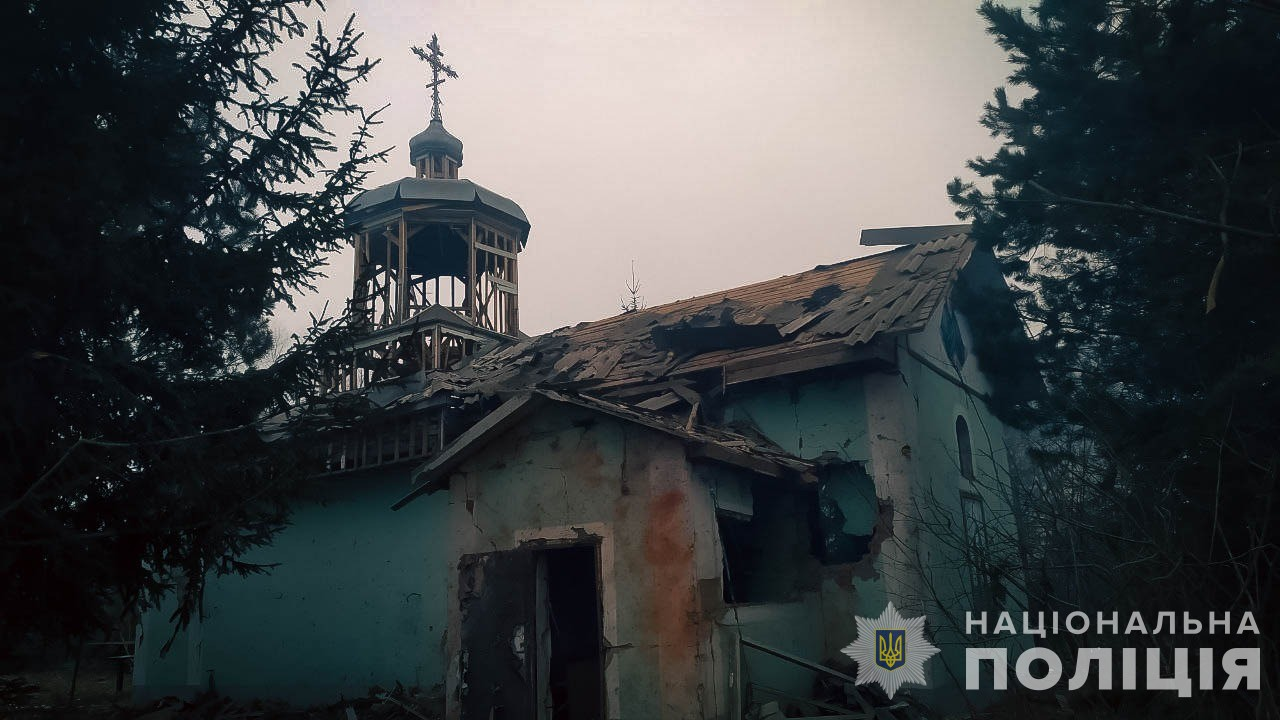
L'église Saint-Séraphin touchée en mars 2024, image de la police nationale ukrainienne.

## Population
Depuis la dislocation de l'Union soviétique, Droujba, qui se trouve à proximité de la frontière russe, a subi une baisse importante de sa population.
Recensements (*) ou estimations de la population :
| 1923* | 1926* | 1939* | 1959* | 1970* | 1979* |
| ----- | ----- | ----- | ----- | ----- | ----- |
| 798   | 2 828 | 3 800 | 9 623 | 9 714 | 8 384 |

| 1989* | 2001* | 2011  | 2012  | 2013  | 2014  |
| ----- | ----- | ----- | ----- | ----- | ----- |
| 7 459 | 5 726 | 5 150 | 5 104 | 5 031 | 4 997 |

| 2015  | 2016  | 2017  | 2018  | 2019  | 2022  |
| ----- | ----- | ----- | ----- | ----- | ----- |
| 4 919 | 4 863 | 4 832 | 4 792 | 4 713 | 4 504 |